# Strumień lodowy
Strumień lodowy (ang. ice stream) – strefa skanalizowanego, szybkiego płynięcia lodu w obrębie lądolodu, odpowiedzialna za wyprowadzanie z niego większości (ponad 90%) lodu i osadów. Typowe strumienie mają kilkaset kilometrów długości, kilkadziesiąt kilometrów szerokości i płyną z prędkością powyżej 400 m/rok. Cechą unikalną strumieni jest to, że są one ograniczone przez wolno płynący – stagnujący lód (prędkość przepływu ok. 50 m/rok).

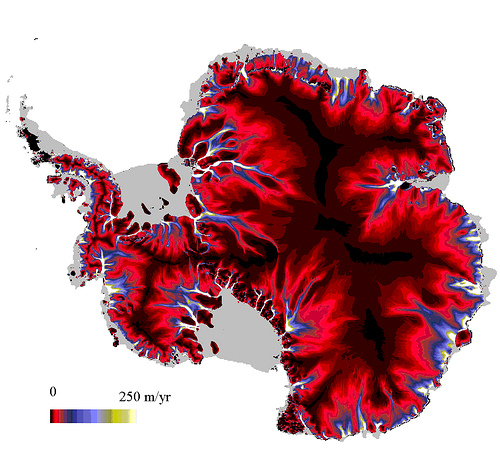
Strumienie lodowe w lądolodzie antarktycznym (prędkość płynięcia lodu rośnie od wnętrza lądolodu w kierunku wybrzeża - od koloru niebieskiego do żółtego)

Występowanie strumieni lodowych zostało potwierdzone przez C.W.M. Swithinbacka we współczesnym lądolodzie antarktycznym, z kolei na Uniwersytecie Mikołaja Kopernika w Toruniu w ramach projektu trwają badania mające potwierdzić oraz ustalić przebieg strumieni lodowych podczas ostatniego zlodowacenia w Polsce.